# Cliff Ferre
Cliff Ferre est un acteur américain né le 20 juin 1920 à Waitsfield, Vermont (États-Unis), décédé le 7 mai 1996 à Franklin (Massachusetts), États-Unis.

## Filmographie
- 1949 : Face the Music (série TV) : Master of ceremonies
- 1952 : About Face : Lt. Jones
- 1953 : She's Back on Broadway de Gordon Douglas : Lyn Humphries
- 1953 : So This Is Love : Stage Manager
- 1953 : Three Sailors and a Girl de Roy Del Ruth : Actor
- 1954 : Lucky Me : Orchestra Leader
- 1954 : Des monstres attaquent la ville (Them!) : Cliff, Police Lab Man
- 1954 : Young at Heart : Bartender
- 1956 : Forbidden Moon (TV) : Ranger Marshall